# (5071) Schoenmaker
(5071) Schoenmaker (3099 T-2) – planetoida z pasa głównego asteroid okrążająca Słońce w ciągu 5,69 lat w średniej odległości 3,19 j.a. Odkryta 30 września 1973 roku.